# Skica terena
Skica terena je enostavna in pregledna risba določenega dela zemljišča, risana s prosto roko, v približnem merilu.